# Саріншен
Саріншен (вірм. Սարինշեն), Шахери (азерб. Şahyeri) — село у Гадрутському районі Нагірно-Карабаської Республіки. Село підпорядковується сільраді села Цамдзор. Село розташоване на північний схід від села Цамдзор та на південний захід від передмість Гадруту — сіл Вардашат, Тахасер та Ванк.

## Карабаська війна
13-17 травня 1991 року підрозділи МО СРСР і ОМОН МВС Азербайджану депортували населення вірменських сіл Гадрутського району в числі яких було і Саріншен.
16-24 листопада 1991 року вірменські підрозділи визволили ряд сіл Гадрутського району, включаючі Саріншен. При цьому на висоті біля села Саріншен омонівці були взяті в полон.
9 січня 1992 року Національна армія Азербайджану (НАА) безуспішно атакувала село. Протягом 1992 року НАА неодноразово повторювала спроби захопити село.

## Пам'ятки
У селі розташована церква Св. Аствацацін (19 ст.), цвинтар (18-19 ст.) та хачкар 17 ст.